# Marcello Lippi
Marcello Romeo Lippi (Viareggio, 12 april 1948) is een voormalig Italiaans profvoetballer en voormalig voetbaltrainer van zowel het Italiaans voetbalelftal als verschillende clubteams. Na afloop van het gewonnen WK voetbal 2006 kreeg hij de bijnaam il condottiero: de leider. In 2011 werd hij vanwege zijn verdiensten opgenomen in de Hall of Fame van het Italiaanse voetbal. In oktober 2016 werd Lippi aangesteld als bondscoach van het Chinees voetbalelftal. Half november 2019 besloot hij op te stappen. Lippi wist met twee verschillende clubs de belangrijkste continentale clubcompetitie te winnen; namelijk de UEFA Champions League met Juventus en de AFC Champions League met Guangzhou Evergrande.

## Voetbalcarrière
Lippi begon zijn voetbalcarrière in 1969 bij Sampdoria. Later in zijn carrière speelde hij ook voor Savona, Pistoiese en Sporting Lucchese. Lippi speelde voornamelijk als libero.
| Jaar      | Club              | Wedstrijden | Doelpunten |
| --------- | ----------------- | ----------- | ---------- |
| 1969–1979 | Sampdoria         | 274         | 5          |
| 1969–1970 | → Savona          | 21          | 2          |
| 1979–1981 | Pistoiese         | 45          | 0          |
| 1981–1982 | Sporting Lucchese | 23          | 0          |
| Totaal    | –                 | 363         | 7          |

## Trainerscarrière

### Begin trainerscarrière
In 1982 maakte Lippi op 34-jarige leeftijd de overstap naar de dug-out aan de rand van het veld, eerst bij de jeugdafdeling van Sampdoria. Vervolgens trainde hij Pontedera in de Serie C2. De overstap naar de Serie A kwam in 1989. Hij trainde achtereenvolgens Cesena, Sporting Lucchese, Atalanta Bergamo en Napoli.

### Juventus
In 1994 kwam de grote overstap naar Juventus. Lippi slaagde erin het Italiaans kampioenschap na tien jaar weer naar Turijn te brengen. In zijn tijd bij de "Oude Dame" won hij drie landskampioenschappen, een Coppa Italia, twee Supercoppa Italiana, een UEFA Champions League, een UEFA Super Cup en de wereldbeker voor clubteams. Ook stond hij met zijn team in een UEFA Cup-finale en twee verloren UEFA Champions League-finales.

### Internazionale
In 1999 vertrok hij naar Milaan, waar hij Internazionale moest proberen aan de praat te krijgen. Zijn verblijf was maar van korte duur en na de eerste wedstrijd van het tweede seizoen werd Lippi ontslagen.

### Juventus
Lippi keerde terug naar Juventus, waar hij in drie seizoenen twee landskampioenschappen (Scudetto's) en twee Supercoppa Italiana wist te winnen. Ook werd er wederom een UEFA Champions League-finale bereikt, die tegen AC Milan na de strafschoppenserie verloren ging.

### Italië

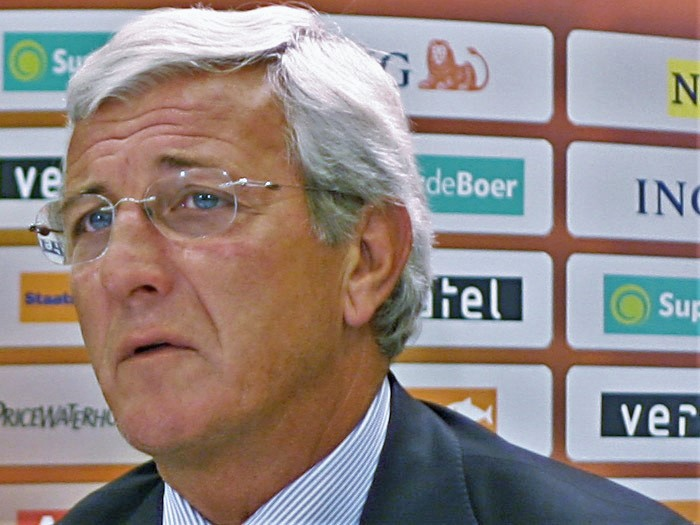
Marcello Lippi

Vanaf 16 juli 2004 werd Lippi de opvolger van Giovanni Trapattoni als bondscoach van het Italiaans voetbalelftal, waarmee hij wereldkampioen werd tijdens het WK voetbal 2006. Op 12 juli 2006 werd bekend dat Lippi zijn functie als bondscoach neerlegde. Op 26 juni 2008 werd bekend dat Lippi weer werd aangesteld als bondscoach. De vorige bondscoach, Roberto Donadoni, had geen contractverlenging afgedwongen omdat hij met het nationale elftal niet de halve finale had bereikt op het Europees kampioenschap voetbal 2008.
In november 2008 bleef Lippi voor de 31e keer op rij ongeslagen met Italië. Hierdoor evenaarde hij het wereldrecord en verbeterde hij Vittorio Pozzo als Italiaans recordhouder. Zijn selectie voor het WK voetbal 2010 veroorzaakte kritiek in de pers. Zo liet hij onder meer vedettes als Antonio Cassano en Francesco Totti thuis. Na het wereldkampioenschap voetbal 2010 vertrok Lippi bij het nationale team.

### Guangzhou Evergrande
Lippi werd in mei 2012 trainer van Guangzhou Evergrande. Daarmee won hij vervolgens drie keer het Chinese landskampioenschap, eenmaal de Chinese FA Cup en in 2013 de AFC Champions League. Nadat Lippi voor de derde keer op rij landskampioen werd met Guangzhou, beëindigde hij op 2 november 2014 zijn carrière als voetbaltrainer. Hij was op dat moment 66 jaar oud, wat volgens hemzelf te oud was om nog trainer te zijn. Wel bleef hij actief in het voetbal als technisch directeur.

### China
In oktober 2016 keerde Lippi terug in het trainersvak als bondscoach van het Chinees voetbalelftal. De eerste interland onder zijn leiding, een WK-kwalificatiewedstrijd tegen Qatar, eindigde in een 0–0 gelijkspel. In januari 2017 werd in het kader van de China Cup gewonnen van Kroatië (1–1, 4–3 na strafschoppen). Lippi liet gedurende het officieuze toernooi dertien Chinezen debuteren in zijn nieuwe elftal. In november 2019 stapte hij op.
| Interlands China onder leiding van Marcello Lippi | Interlands China onder leiding van Marcello Lippi | Interlands China onder leiding van Marcello Lippi | Interlands China onder leiding van Marcello Lippi | Interlands China onder leiding van Marcello Lippi |
| №                                                 | Datum                                             | Wedstrijd                                         | Uitslag                                           | Competitie                                        |
| ------------------------------------------------- | ------------------------------------------------- | ------------------------------------------------- | ------------------------------------------------- | ------------------------------------------------- |
| 1                                                 | 15 november 2016                                  | China – Qatar                                     | 0 – 0                                             | WK-kwalificatie                                   |
| 2                                                 | 10 januari 2017                                   | China – IJsland                                   | 0 – 2                                             | China Cup                                         |
| 3                                                 | 14 januari 2017                                   | China – Kroatië                                   | 1 – 1                                             | China Cup                                         |
| 4                                                 | 23 maart 2017                                     | China – Zuid-Korea                                | 1 – 0                                             | WK-kwalificatie                                   |
| 5                                                 | 28 maart 2017                                     | Iran – China                                      | 1 – 0                                             | WK-kwalificatie                                   |
| 6                                                 | 7 juni 2017                                       | China – Filipijnen                                | 8 – 1                                             | Oefeninterland                                    |
| 7                                                 | 13 juni 2017                                      | Syrië – China                                     | 2 – 2                                             | WK-kwalificatie                                   |
| 8                                                 | 31 augustus 2017                                  | China – Oezbekistan                               | 1 – 0                                             | WK-kwalificatie                                   |
| 9                                                 | 5 september 2017                                  | Qatar – China                                     | 1 – 2                                             | WK-kwalificatie                                   |

## Erelijst
Als trainer
| Competitie                                |          |                                    |          |          |
| Competitie                                | Aantal   | Jaren                              |          |          |
| Juventus                                  | Juventus | Juventus                           | Juventus | Juventus |
| ----------------------------------------- | -------- | ---------------------------------- | -------- | -------- |
| Mondiaal                                  |          |                                    |          |          |
| Wereldbeker voor clubteams                | 1x       | 1996                               |          |          |
| Internationaal                            |          |                                    |          |          |
| UEFA Champions League                     | 1x       | 1995/96                            |          |          |
| UEFA Super Cup                            | 1x       | 1996                               |          |          |
| Nationaal                                 |          |                                    |          |          |
| Serie A                                   | 4x       | 1994/95, 1996/97, 2001/02, 2002/03 |          |          |
| Coppa Italia                              | 1x       | 1994/95                            |          |          |
| Supercoppa Italiana                       | 4x       | 1995, 1997, 2002, 2003             |          |          |
| Guangzhou Evergrande                      |          |                                    |          |          |
| Internationaal                            |          |                                    |          |          |
| AFC Champions League                      | 1x       | 2013                               |          |          |
| Nationaal                                 |          |                                    |          |          |
| Chinese Football Association Super League | 3x       | 2012, 2013, 2014                   |          |          |
| Chinese FA Cup                            | 1x       | 2012                               |          |          |

| Competitie                  | Winnaar | Winnaar | Runner-up | Runner-up | Derde  | Derde  |
| Competitie                  | Aantal  | Jaren   | Aantal    | Jaren     | Aantal | Jaren  |
| Italië                      | Italië  | Italië  | Italië    | Italië    | Italië | Italië |
| --------------------------- | ------- | ------- | --------- | --------- | ------ | ------ |
| Wereldkampioenschap voetbal | 1x      | 2006    |           |           |        |        |

1 Buffon ·
2 Zaccardo ·
3 Grosso ·
4 De Rossi ·
5 Cannavaro  ·
6 Barzagli ·
7 Del Piero ·
8 Gattuso ·
9 Toni ·
10 Totti ·
11 Gilardino ·
12 Peruzzi ·
13 Nesta ·
14 Amelia ·
15 Iaquinta ·
16 Camoranesi ·
17 Barone ·
18 Inzaghi ·
19 Zambrotta ·
20 Perrotta ·
21 Pirlo ·
22 Oddo ·
23 Materazzi ·
Coach: Lippi
1 Buffon ·
2 Maggio ·
3 Criscito ·
4 Chiellini ·
5 Cannavaro  ·
6 De Rossi ·
7 Pepe ·
8 Gattuso ·
9 Iaquinta ·
10 Di Natale ·
11 Gilardino ·
12 Marchetti ·
13 Bocchetti ·
14 De Sanctis ·
15 Marchisio ·
16 Camoranesi ·
17 Palombo ·
18 Quagliarella ·
19 Zambrotta ·
20 Pazzini ·
21 Pirlo ·
22 Montolivo ·
23 Bonucci ·
Coach: Lippi